# Ulica Stanisława Staszica w Krakowie
Ulica Stanisława Staszica – ulica w Krakowie, w dzielnicy I Stare Miasto, na Piasku.
Łączy ulicę św. Teresy z ulicą Szlak. Jest jednojezdniowa.

## Historia
Ulica została w obecnym kształcie wytyczona została pod koniec XIX wieku, a w 1898 roku Rada Miasta Krakowa nadała ulicy obecną nazwę dla upamiętnienia Stanisława Staszica, polskiego działacza oświeceniowego, pioniera spółdzielczości, pisarza politycznego, publicysty.

## Zabudowa
- ul. Stanisława Staszica 1 (ul. Szlak 8a) – kamienica, ok. 1930.
- ul. Stanisława Staszica 2 (ul. Szlak 8) – kamienica, XIX wiek.
- ul. Stanisława Staszica 4 – kamienica, 1897.
- ul. Stanisława Staszica 5 – kamienica. Projektował Aleksander Biborski, 1909.
- ul. Stanisława Staszica 6 – kamienica. Projektował Karol Knaus, 1898.
- ul. Stanisława Staszica 7 – kamienica. Projektował Aleksander Biborski, 1909.
- ul. Stanisława Staszica 8 – kamienica. Projektował Karol Knaus, 1898.
- ul. Stanisława Staszica 9 – kamienica. Projektował Aleksander Biborski, 1908.
- ul. Stanisława Staszica 10 – kamienica. Projektował Edward Skawiński, 1898.
- ul. Stanisława Staszica 11 (ul. św. Teresy 3) – kamienica. Projektował Aleksander Biborski, 1908.
- ul. Stanisława Staszica 12 – kamienica. Projektował S. Swierzyński, 1897[a].
- ul. Stanisława Staszica 14 (ul. św. Teresy 5) – kamienica. Projektował Beniamin Torbe, 1909[b].

Opracowano na podstawie źródła: Gminnej ewidencji zabytków – Kraków.

## Galeria

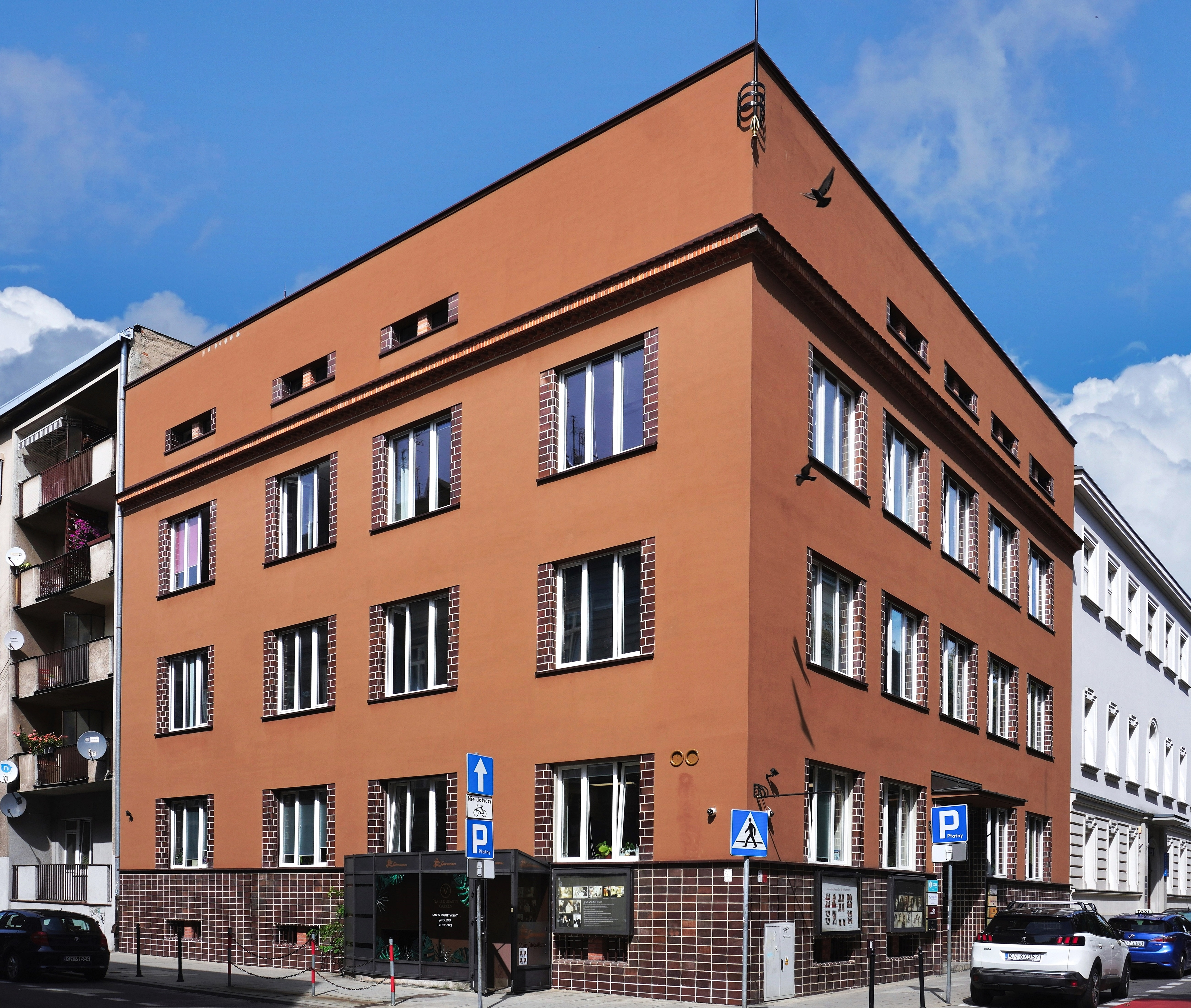
ul. Stanisława Staszica 1 (ul. Szlak 8a) Kamienica (ok. 1930)
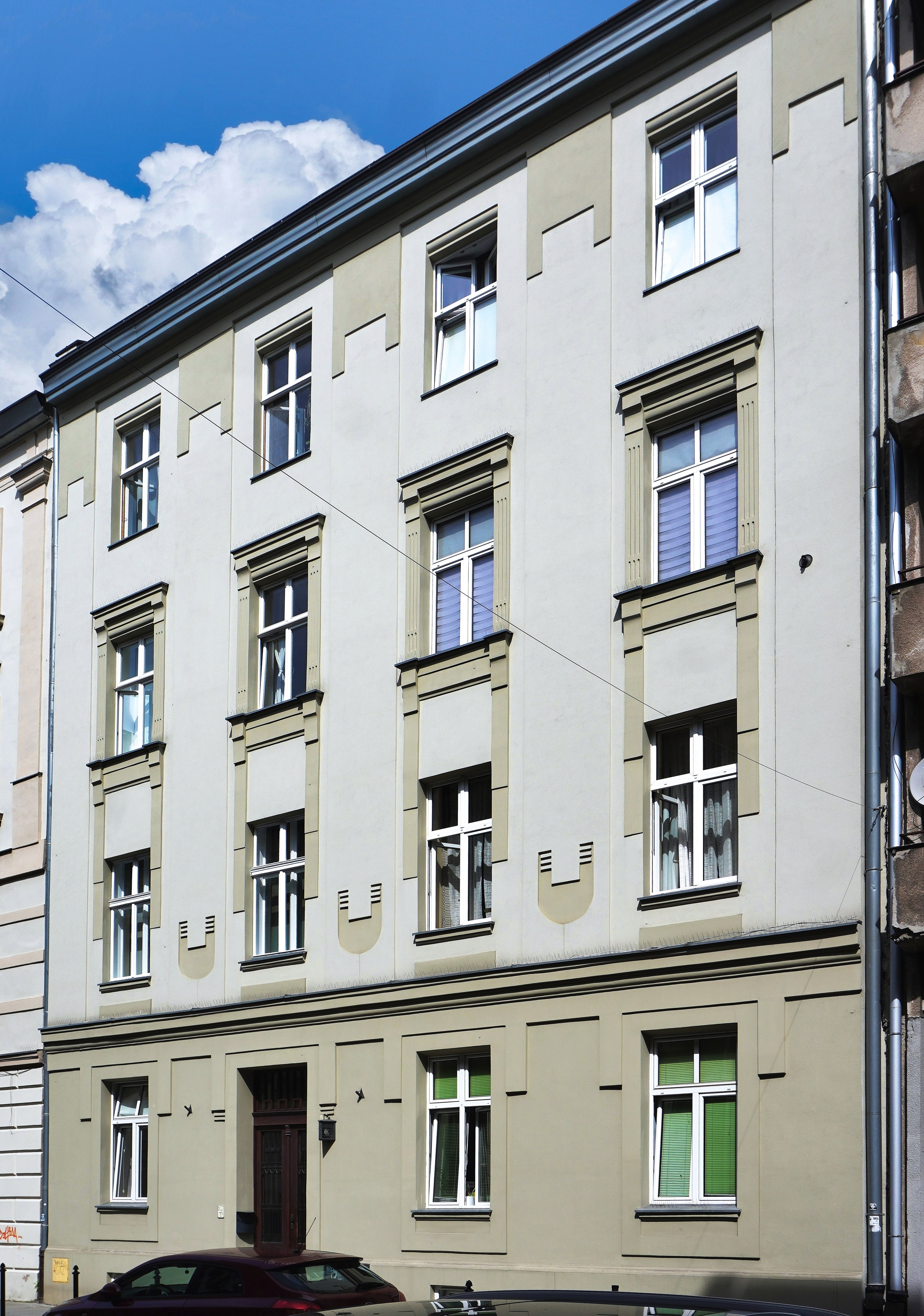
ul. Stanisława Staszica 5 Kamienica (proj. Aleksander Biborski, 1909)
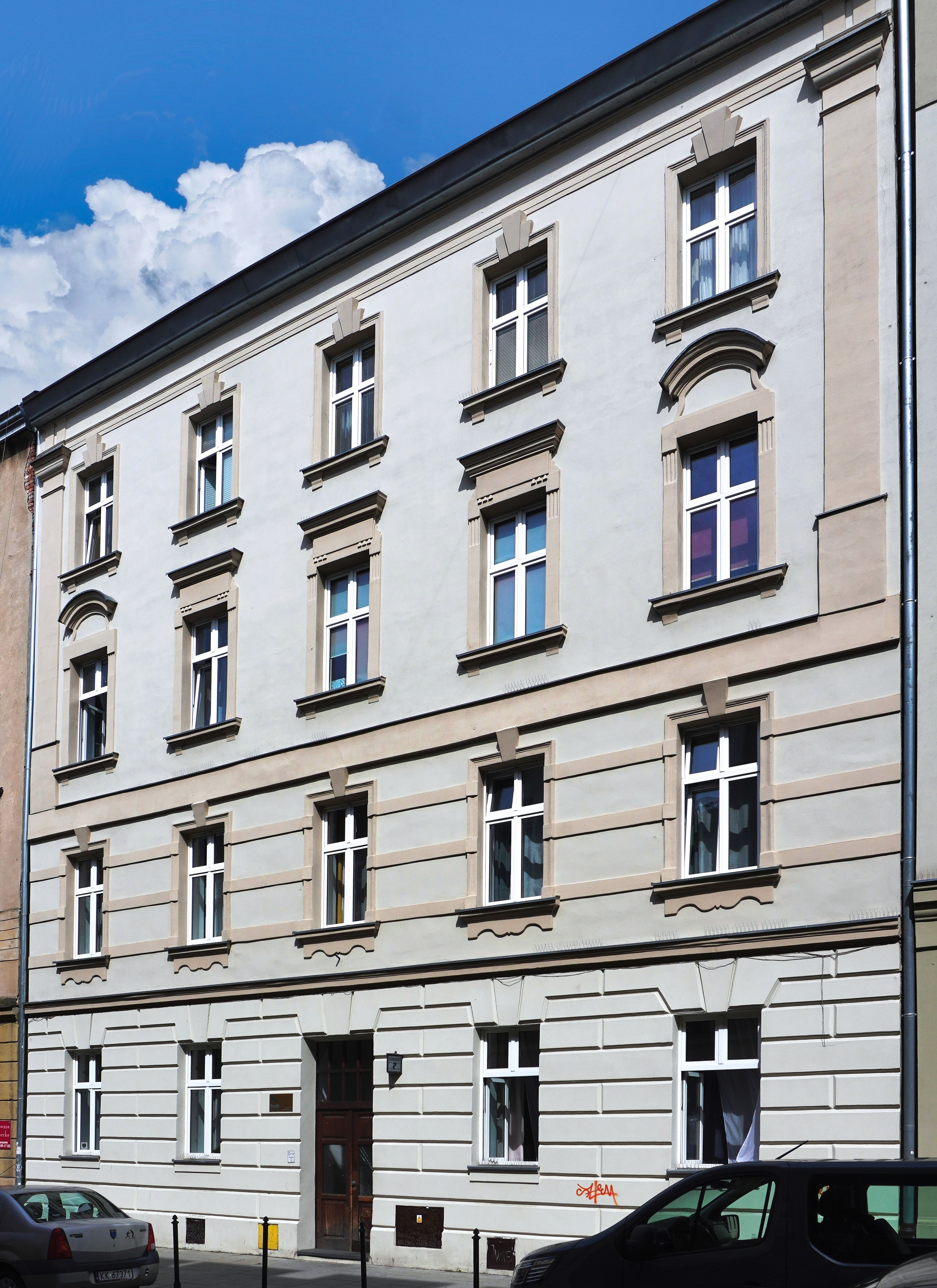
ul. Stanisława Staszica 7 Kamienica (proj. Aleksander Biborski, 1909)